# Mutants
Pour plus de détails, voir Fiche technique et Distribution.
Mutants est un film d'horreur français écrit et réalisé par David Morley, sorti en 2009. Il fait partie de la sélection officielle en compétition du seizième festival du film fantastique de Gérardmer 2009.

## Synopsis
Les premiers cas firent leur apparition au début de l'été. En quelques mois, le virus décima la population. Un seul espoir subsistait pour les survivants : un message radio de la base militaire NOE. Dans ce nouvel environnement catastrophique, Marc et Sonia cherchent un refuge pour échapper à des créatures affamées, les mutants. Ensemble, ils luttent pour leur survie.

## Fiche technique
- Titre : Mutants
- Réalisation : David Morley
- Scénario : David Morley
- Collaboration au scénario : Johann Bernard et Louis-Paul Desanges
- Directeur artistique : Olivier Afonso
- Décors : Jérémy Streliski
- Costumes : Cécile Guiot
- Photo : Nicolas Massart
- Montage : Romain Namura
- Musique : Thomas Couzinier
- Productions : Alain Benguigui et Thomas Verhaeghe
- Société de production : Sombrero Films , en association avec Cofinova 5
- Sociétés de distribution : TF1 International, CTV International
- Pays d'origine :  France
- Langue : français
- Format : couleur - 1.85 : 1
- Genre : horreur et science-fiction
- Durée : 85 minutes
- Dates de sortie : 
  -  Allemagne : 5 février 2009 (European Film Market)
  -  France : 6 mai 2009
- Film interdit aux moins de 12 ans lors de sa sortie en salle.

## Distribution
- Hélène de Fougerolles : Sonia
- Francis Renaud : Marco
- Dida Diafat : Virgile
- Marie-Sohna Condé : Perez
- Nicolas Briançon : Franck
- Luz Mandon : Dany
- Driss Ramdi : Abel
- Grégory Givernaud : Paul

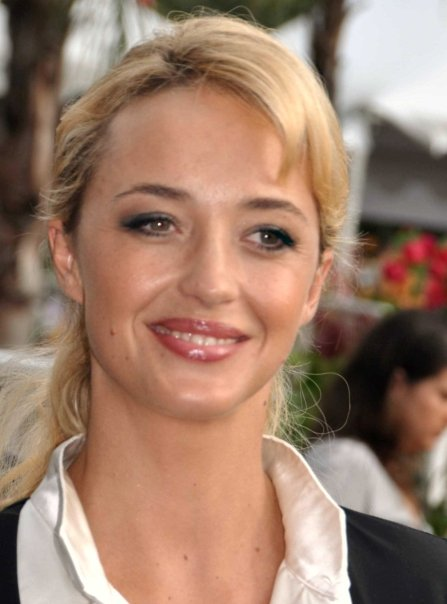
L'actrice principale Hélène de Fougerolles, l'année de sortie du film.

- Justine Bruneau de la Salle : la jeune fille
- Nicolas Leprêtre : un mutant
- Patrick Vo : un mutant

## Production
Mutants est le premier film de David Morley même s'il a fait un court-métrage, Morsure en 2008. Ce long-métrage rappelle 28 jours plus tard de Danny Boyle ainsi que La Mouche de David Cronenberg, influences d’ailleurs reconnues et revendiquées par David Morley.
Pour la troisième fois, le célèbre pratiquant de la boxe thaïlandaise Dida Diafat y joue un second rôle.

### Lieux de tournage
Les scènes du film ont été tournées à Passy en Haute-Savoie entre le 5 novembre 2007 et le 8 décembre 2007 et à Orry-la-Ville, en Picardie entre le 31 janvier 2008 et le 8 février 2008.

## Accueil

### Accueil critique
En France, le site Allociné propose une note moyenne de 2,7⁄5 à partir de l'interprétation de critiques provenant de 15 titres de presse.